# 約翰斯維爾 (阿肯色州)
約翰斯維爾（英語：Johnsville）是位於美國阿肯色州布拉德利縣的一個非建制地區。該地的面積和人口皆未知。

## 地理
約翰斯維爾的座標為33°22′23″N 92°00′57″W / 33.37306°N 92.01583°W，而該地的平均海拔高度為61米（即200英尺）。